# 所沢市立中央小学校
所沢市立中央小学校（ところざわしりつ ちゅうおうしょうがっこう）は、埼玉県所沢市並木8丁目にある公立小学校。略称は中央小。

## 概要
- 在籍児童数402名、学級数14学級（2016年9月1日現在）[2]。
- 学校教育目標は「・よく考える子 ・思いやりのある子 ・たくましい子」[1]。
- 校章は2007年（平成19年）1月22日制定。円は所沢の頭文字「ところ」を表し、所沢市の木であるイチョウの葉を組み合わせている[3]。

## 沿革
- 2005年（平成17年）12月19日 - 所沢市議会第4回定例会で学校名を「中央小学校」と決定[1]。
- 2006年（平成18年）
  - 4月1日 - 開校[4][1]。（所沢市立中新井小学校・所沢市立並木東小学校の統合）
  - 11月1日 - 自校給食開始[1]。
  - 12月19日 - 開校記念日[1]。
- 2007年（平成19年）1月22日 - 校章制定[1]。
- 2008年（平成20年）2月23日 - 校歌制定[1]。
- 2012年（平成24年）10月30日 - 校舎・体育館耐震工事完了[1]。

## 通学区域
出典
- 中新井3丁目（全域）
- 中新井4丁目（全域）
- 中新井5丁目（全域）
- 並木8丁目（3～6番）
  - 以上は美原中学校学区
- 並木6丁目（4番）
- 並木7丁目
- 並木8丁目（1番・2番・7番）
  - 以上は中央中学校学区

## 進学先中学校
- 所沢市立美原中学校[6]
- 所沢市立中央中学校[7]

## 学校周辺
- 所沢市並木まちづくりセンター - 敷地が接する。
- 所沢市並木公民館 - 敷地が接する。
- 埼玉県立所沢中央高等学校 - 敷地が隣接。
- 市営並木団地
  - 上述の市営並木団地以外の県営住宅所沢パークタウン武蔵野団地等のマンション・アパートも点在する。
- 並木通り団地グラウンド
- 米軍所沢通信基地
- マルハ幼稚園
- 所沢中新井郵便局

## アクセス
- 西武バス
  - 「所58-1」・「所61」・「新所03」・「大34」の各系統で、「北原」停留所より、
    - 上福岡駅西口行・西武バス所沢営業所行・新所沢駅東口行・大宮駅西口行のりばから、徒歩約495m・約7分。
    - 所沢駅東口行・航空公園駅行のりばから、徒歩約500m・約8分。

  - 「所20-1」・「所20-3」の各系統で、「並木通り団地入口」停留所から、
    - 並木通り団地行のりばから、徒歩約780m・約12分。
    - 所沢駅東口行・航空公園駅行のりばから、徒歩約830m・約13分。